# En Avant de Guingamp 2015-2016 (femminile)
Questa voce raccoglie le informazioni riguardanti la squadra femminile dell'En Avant de Guingamp 2015-2016 nelle competizioni ufficiali della stagione 2015-2016.

## Divise e sponsor
La grafica riproponeva l'abbinamento cromatico basato sui colori sociali del club, rosso e nero, adottato dalla squadra Guingamp maschile. Main sponsor era Système U, società cooperativa attiva nella grande distribuzione organizzata, mentre lo sponsor tecnico, fornitore delle tenuta da gioco, era Patrick.
| Casa | Trasferta | 3ª tenuta |

## Organigramma societario
Area tecnica
- Allenatore: Sarah M'Barek
- Vice allenatore: Rodolphe Leclerc
- Preparatore dei portieri: Sébastien Houée
- Preparatore atletico: Rodolphe Le Clerc
- Medico sociale:
- Osteopata: Van Nam Chauveau
- Coordinatore:

## Rosa
Rosa, ruoli e numeri di maglia come da sito ufficiale, integrati dal sito Footofemenin.fr.
| N. |                    | Ruolo | Calciatrice       |
| -- | ------------------ | ----- | ----------------- |
| 1  | Francia (bandiera) | P     | Émmeline Mainguy  |
| 3  | Francia (bandiera) | D     | Noémie Carage     |
| 4  | Francia (bandiera) | D     | Julie Debever     |
| 5  | Francia (bandiera) | D     | Charlotte Lorgeré |
| 6  | Francia (bandiera) | D     | Marion Boishardy  |
| 7  | Francia (bandiera) | A     | Faustine Robert   |
| 8  | Francia (bandiera) | C     | Aminata Diallo    |
| 9  | Francia (bandiera) | A     | Clarisse Le Bihan |
| 10 | Francia (bandiera) | C     | Lalia Storti Dali |
| 11 | Francia (bandiera) | C     | Alice Benoît      |
| 12 | Nigeria (bandiera) | A     | Desire Oparanozie |
| 13 | Francia (bandiera) | A     | Charlène Farrugia |

| N. |                    | Ruolo | Calciatrice            |
| -- | ------------------ | ----- | ---------------------- |
| 14 | Francia (bandiera) | D     | Caroline La Villa      |
| 15 | Francia (bandiera) | C     | Mélodie Wingert        |
| 16 | Francia (bandiera) | P     | Maryne Gignoux-Soulier |
| 17 | Francia (bandiera) | A     | Salma Amani            |
| 18 | Francia (bandiera) | C     | Margaux Bueno          |
| 19 | Francia (bandiera) | C     | Louise Fleury          |
| 20 | Francia (bandiera) | C     | Melissa Plaza          |
| 21 | Francia (bandiera) | D     | Ellie Hamon            |
| 23 | Francia (bandiera) | A     | Fatoumata Baldé        |
| 27 | Francia (bandiera) | A     | Laura Douessin         |
| 28 | Francia (bandiera) | D     | Marine Dafeur          |
| 29 | Francia (bandiera) | C     | Manon Le Dins          |

## Calciomercato

### Sessione estiva
| Acquisti | Acquisti          | Acquisti        | Acquisti |
| R.       | Nome              | da              | Modalità |
| -------- | ----------------- | --------------- | -------- |
| D        | Noémie Carage     | Olympique Lione | [ 2 ]    |
| D        | Julie Debever     | Saint-Étienne   | [ 2 ]    |
| D        | Charlotte Lorgeré | Saint-Étienne   | [ 2 ]    |
| D        | Mélissa Plaza     | Olympique Lione | [ 2 ]    |
| C        | Alice Benoît      | Saint-Étienne   | [ 2 ]    |

| Cessioni | Cessioni             | Cessioni         | Cessioni    |
| R.       | Nome                 | a                | Modalità    |
| -------- | -------------------- | ---------------- | ----------- |
| D        | Audrey Février       | Saint-Malo       | [ 2 ]       |
| D        | Charlène Gorce       | Tolosa           | [ 2 ]       |
| D        | Ellie Hamon          |                  | ritiro      |
| D        | Griedge Mbock Bathy  | Olympique Lione  | [ 2 ] [ 4 ] |
| C        | Cassandre Furuberget |                  | svincolata  |
| C        | Maud Hurault         | Soyaux           | [ 2 ]       |
| D        | Manon Le Dins        | Saint-Malo       | [ 2 ]       |
| A        | Fatoumata Baldé      | La Roche-sur-Yon | [ 2 ]       |
| A        | Ami Ōtaki            |                  | ritiro      |

### Sessione invernale
| Acquisti | Acquisti | Acquisti | Acquisti |
| R.       | Nome     | da       | Modalità |
| -------- | -------- | -------- | -------- |
|          |          |          |          |

| Cessioni | Cessioni     | Cessioni | Cessioni |
| R.       | Nome         | a        | Modalità |
| -------- | ------------ | -------- | -------- |
| C        | Alice Benoît | Yzeure   |          |

## Risultati

### Division 1

#### Girone di andata
| Arbitro: | Buffart |

|  |           |            |
|  | Marcatori | 3’ Hurault |

| Arbitro: | Mougeot |

|                                      |           |  |
| Léger 86’ Gauvin 89’ Jakobsson 90+2’ | Marcatori |  |

| Arbitro: | Bonnin |

|  |           | |
|  | Marcatori | 18’ (aut.) Boishardy 43’, 45’ Le Sommer 52’ Henry 69’ (rig.) Kumagai 76’ Nécib 85’ Bremer 90+2’ Schelin |

| Arbitro: | Bartnik |

|  |           |                                |
|  | Marcatori | 72’ Plaza 90+1’ (aut.) Lizzano |

| Arbitro: | Vanstaevel |

|             |           |                                         |
| Boumrar 10’ | Marcatori | 51’ Lorgeré 62’ Le Bihan 77’ Oparanozie |

| Arbitro: | Lasalle |

|                 |           |                                           |
| Dali-Storti 18’ | Marcatori | 4’, 31’ Cristiane 45’ Dahlkvist 66’ Horan |

| Arbitro: | Dallongeville |

|             |           |                |
| Palacin 36’ | Marcatori | 58’ Oparanozie |

| Arbitro: | Bonnin |

|                |           |  |
| Oparanozie 13’ | Marcatori |  |

| Arbitro: | Bartnik |

|            |           |  |
| Cazeau 52’ | Marcatori |  |

| Arbitro: | Lasalle |

|  |           |                                     |
|  | Marcatori | 34’ Thiney 36’ Bilbault 41’ Coleman |

| Arbitro: | Mougeot |

|                               |           |  |
| Cance 62’ Lemaître 85’ (rig.) | Marcatori |  |

#### Girone di ritorno
| Arbitro: | Labadot-Cadinot |

|                                    |           |           |
| Clerac 35’, 57’ Bourgouin 51’, 59’ | Marcatori | 41’ Plaza |

| Arbitro: | Lasalle |

|                |           |                       |
| Oparanozie 20’ | Marcatori | 11’ Tonazzi 14’ Léger |

| Arbitro: | Buffart |

| |           |  |
| Renard 13’ Hegerberg 18’, 42’, 60’ Abily 21’ Nécib 45’ Schelin 48’, 53’ Majri 55’, 63’ Thomis 58’ Kumagai 86’ (rig.) | Marcatori |  |

| Arbitro: | Bonnin |

|                |           |  |
| Oparanozie 64’ | Marcatori |  |

| Arbitro: | Lasalle |

|                                                            |           |                          |
| Amani 11’, 22’ Oparanozie 20’ Boishardy 30’ Ringenbach 80’ | Marcatori | 18’ Chatelain 83’ Hacard |

| Arbitro: | Vanstaeve |

|                                                               |           |  |
| Delie 12’, 89’ Delannoy 20’ (rig.) Rosana 47’, 85’ Cruz 90+2’ | Marcatori |  |

| Arbitro: | Lasalle |

|                                  |           |                |
| Oparanozie 3’ (rig.), 72’, 90+1’ | Marcatori | 11’ Peruzzetto |

| Arbitro: | Labadot-Cadinot |

|             |           |  |
| Fragoli 80’ | Marcatori |  |

| Arbitro: | Vanstaevel |

|                                      |           |                         |
| Boishardy 3’ Amani 4’ Oparanozie 60’ | Marcatori | 10’ Cerver 89’ Martinez |

| Arbitro: | Lasalle |

|                                                 |           |  |
| Thiney 1’ Diani 13’ Coleman 42’ Cayman 57’, 80’ | Marcatori |  |

| Arbitro: | Buffart |

|                                              |           |           |
| Morin 8’ Oparanozie 53’ Amani 55’ Robert 68’ | Marcatori | 83’ Cugat |

### Coppa di Francia
| 10 gennaio 2016, ore --:-- CET 2º turno federale                     | Guingamp  | 2 – 1 referto | Saint-Malo |  |
| \| \| \| \| \| Fleury 10’ Amani 85’ \| Marcatori \| 39’ Le Garrec \| |           |               |            |  |
|                                                                      |           |               |            |  |
| Fleury 10’ Amani 85’                                                 | Marcatori | 39’ Le Garrec |            |  |

| Arbitro: | Maubacq |

|  |           |           |
|  | Marcatori | 41’ Amani |

| Arbitro: | Coppola |

|  |           |                                                  |
|  | Marcatori | 36’ Robert 53’ Douessin 55’ Amani 61’ Oparanozie |

| Arbitro: | Bonnin |

|                                 |                      |                        |
| Saunier 52’ Cugat 75’           | Marcatori            | 14’ Amani 16’ Robert   |
| Cance Haupais Guellati Lemaître | Tiri di rigore 4 – 1 | Amani Diallo Boishardy |

## Statistiche

### Statistiche di squadra
| Competizione     | Punti | In casa | In casa | In casa | In casa | In casa | In casa | In trasferta | In trasferta | In trasferta | In trasferta | In trasferta | In trasferta | Totale | Totale | Totale | Totale | Totale | Totale | DR  |
| Competizione     | Punti | G       | V       | N       | P       | Gf      | Gs      | G            | V            | N            | P            | Gf           | Gs           | G      | V      | N      | P      | Gf     | Gs     | DR  |
| ---------------- | ----- | ------- | ------- | ------- | ------- | ------- | ------- | ------------ | ------------ | ------------ | ------------ | ------------ | ------------ | ------ | ------ | ------ | ------ | ------ | ------ | --- |
| Division 1       | 47    | 11      | 6       | 0       | 5       | 19      | 24      | 11           | 2            | 1            | 8            | 7            | 36           | 22     | 8      | 1      | 13     | 26     | 60     | -34 |
| Coppa di Francia | -     | 1       | 1       | 0       | 0       | 2       | 1       | 3            | 2            | 1            | 0            | 7            | 2            | 4      | 3      | 1      | 0      | 9      | 3      | +6  |
| Totale           | -     | 12      | 7       | 0       | 5       | 21      | 25      | 14           | 4            | 2            | 8            | 14           | 38           | 26     | 11     | 2      | 13     | 35     | 63     | -28 |

### Andamento in campionato
| Giornata  | 1 | 2 | 3  | 4  | 5 | 6 | 7 | 8 | 9 | 10 | 11 | 12 | 13 | 14 | 15 | 16 | 17 | 18 | 19 | 20 | 21 | 22 |
| --------- | - | - | -- | -- | - | - | - | - | - | -- | -- | -- | -- | -- | -- | -- | -- | -- | -- | -- | -- | -- |
| Luogo     | C | T | C  | T  | T | C | T | C | T | C  | T  | T  | C  | T  | C  | C  | T  | C  | T  | C  | T  | C  |
| Risultato | P | P | P  | V  | V | P | N | V | P | P  | P  | P  | P  | P  | V  | V  | P  | V  | P  | V  | P  | V  |
| Posizione | 8 | 9 | 11 | 10 | 8 | 8 | 8 | 7 | 7 | 8  | 9  | 9  | 9  | 9  | 9  | 9  | 9  | 9  | 9  | 9  | 9  | 8  |

Legenda:

Luogo: C = Casa; T = Trasferta. Risultato: V = Vittoria; N = Pareggio; P = Sconfitta.

### Statistiche delle giocatrici
| Giocatore          | Division 1 | Division 1 | Division 1  | Division 1 | Coppa di Francia | Coppa di Francia | Coppa di Francia | Coppa di Francia | Totale   | Totale | Totale      | Totale     |
| Giocatore          | Presenze   | Reti       | Ammonizioni | Espulsioni | Presenze         | Reti             | Ammonizioni      | Espulsioni       | Presenze | Reti   | Ammonizioni | Espulsioni |
| ------------------ | ---------- | ---------- | ----------- | ---------- | ---------------- | ---------------- | ---------------- | ---------------- | -------- | ------ | ----------- | ---------- |
| L. Abadou          | -          | -          | -           | -          | -                | -                | -                | -                | -        | -      | -           | -          |
| S. Amani           | 19         | 4          | 2           | 0          | 4                | 4                | 0                | 0                | 23       | 8      | 2           | 0          |
| M. Barré           | 0          | 0          | 0           | 0          | -                | -                | -                | -                | 0        | 0      | 0           | 0          |
| A. Benoît          | 4          | 0          | 0           | 0          | -                | -                | -                | -                | 4        | 0      | 0           | 0          |
| M. Boishardy       | 15         | 2          | 0           | 0          | 4                | 0                | 1                | 0                | 19       | 2      | 1           | 0          |
| M. Bueno           | 17         | 0          | 0           | 0          | 4                | 0                | 0                | 0                | 21       | 0      | 0           | 0          |
| N. Carage          | 8          | 0          | 2           | 0          | 1                | 0                | 0                | 0                | 9        | 0      | 2           | 0          |
| M. Dafeur          | -          | -          | -           | -          | -                | -                | -                | -                | -        | -      | -           | -          |
| J. Debever         | 17         | 0          | 2           | 0          | 2                | 0                | 0                | 0                | 19       | 0      | 2           | 0          |
| A. Diallo          | 18         | 0          | 4           | 0          | 4                | 0                | 0                | 0                | 22       | 0      | 4           | 0          |
| É. Dinglor         | 3          | 0          | 0           | 0          | -                | -                | -                | -                | 3        | 0      | 0           | 0          |
| L. Douessin        | 16         | 0          | 1           | 0          | 4                | 1                | 0                | 0                | 20       | 1      | 1           | 0          |
| M. Drozo           | 5          | 0          | 1           | 0          | 1                | 0                | 1                | 0                | 6        | 0      | 2           | 0          |
| L. Fleury          | 16         | 0          | 0           | 0          | 3                | 1                | 0                | 0                | 19       | 1      | 0           | 0          |
| A. Fourré          | 2          | 0          | 0           | 0          | -                | -                | -                | -                | 2        | 0      | 0           | 0          |
| M. Gignoux-Soulier | 9          | -30        | 0           | 0          | 4                | -3               | 1                | 0                | 13       | -33    | 1           | 0          |
| C. La Villa        | 12         | 0          | 2           | 0          | 3                | 0                | 0                | 0                | 15       | 0      | 2           | 0          |
| C. Le Bihan        | 15         | 1          | 3           | 0          | 1                | 0                | 0                | 0                | 16       | 1      | 3           | 0          |
| J. Lebastard       | 0          | 0          | 0           | 0          | -                | -                | -                | -                | 0        | 0      | 0           | 0          |
| C. Lorgeré         | 18         | 1          | 1           | 0          | 3                | 0                | 0                | 0                | 21       | 1      | 1           | 0          |
| É. Mainguy         | 13         | 0          | 1           | 0          | 0                | 0                | 0                | 0                | 13       | 0      | 1           | 0          |
| O. Mareau          | 2          | 0          | 0           | 0          | -                | -                | -                | -                | 2        | 0      | 0           | 0          |
| S. Morin           | 10         | 1          | 0           | 0          | 4                | 0                | 0                | 0                | 14       | 1      | 0           | 0          |
| M. Nieto           | 0          | 0          | 0           | 0          | 0                | 0                | 0                | 0                | 0        | 0      | 0           | 0          |
| D. Oparanozie      | 19         | 11         | 1           | 0          | 4                | 1                | 0                | 0                | 23       | 12     | 1           | 0          |
| M. Plaza           | 12         | 2          | 1           | 0          | 1                | 0                | 0                | 0                | 13       | 2      | 1           | 0          |
| S. Quéro           | 10         | 0          | 0           | 0          | 1                | 0                | 0                | 0                | 11       | 0      | 0           | 0          |
| O. Ringenbach      | 6          | 1          | 0           | 0          | 1                | 0                | 0                | 0                | 7        | 1      | 0           | 0          |
| F. Robert          | 20         | 1          | 3           | 0          | 3                | 2                | 0                | 0                | 23       | 3      | 3           | 0          |
| L. Storti          | 16         | 1          | 2           | 0          | 2                | 0                | 0                | 0                | 18       | 1      | 2           | 0          |
| M. Wingert         | -          | -          | -           | -          | 1                | 0                | 0                | 0                | 1        | 0      | 0           | 0          |